# Amerikanen in Nederland
Met Amerikanen in Nederland (Engels: Americans in the Netherlands) worden in Nederland wonende Amerikanen, of Nederlanders van Amerikaanse afkomst aangeduid. Volgens het Centraal Bureau voor de Statistiek (CBS) woonden er per 1 maart 2020 zo’n 47.676 Nederlanders met een Amerikaanse migratieachtergrond in Nederland.

## Demografie
Op 1 januari 2019 woonden er 44.399 Amerikanen in Nederland. In de Verenigde Staten woont echter een grotere gemeenschap van Nederlandse Amerikanen. Het aantal Amerikanen is tussen 1996 en 2019 bijna verdubbeld. De meeste Amerikanen in Nederland wonen in het westen en bijna 70 procent woont in de provincies Utrecht, Zuid-Holland en Noord-Holland. In Noord-Holland wonen twee keer zoveel Amerikanen als gemiddeld in Nederland. Wassenaar spant de kroon, aangezien daar bijna twintigmaal zoveel Amerikanen als gemiddeld wonen. Bijna 30% van de Amerikanen woont in de Metropoolregio Amsterdam (zo'n 12.798 Amerikanen).
| Eerste generatie  | 14.257 | 16.860 | 18.688 | 19.897 | 22.580 | 28.765 |
| Tweede generatie  | 8.473  | 9.948  | 11.794 | 13.018 | 14.364 | 15.634 |
| aantal Amerikanen | 22.730 | 26.808 | 30.482 | 32.915 | 36.944 | 44.399 |

In 2017 immigreerden 8.481 mensen vanuit de Verenigde Staten naar Nederland.

## Bekende Nederlanders van (gedeeltelijk) Amerikaanse komaf
- Keith Bakker, hulpverlener
- Charlene de Carvalho-Heineken, grootaandeelhouder en directeur
- April Darby, zangeres
- Sergiño Dest, voetballer
- Michael Evans, voetballer
- Laura Jansen, zangeres
- Eva Jinek, journaliste en presentatrice
- Donald Jones, danser, zanger en acteur
- Sam Jones, basketballer
- James Kennedy, geschiedkundige
- Rosa King, zangeres
- Rachèl Louise, singer-songwriter
- Nickie Nicole, dragqueen
- Aryeh Ralbag, rabbijn
- Herman van Roijen, politicus en diplomaat
- Earnest Stewart, voetballer
- Signe Tollefsen, zangeres
- Julia van der Toorn, zangeres
- Jason Walters, crimineel